# Visa Cash
Visa Cash (электронный кошелёк) — является предоплаченной смарт-картой и совмещает в себе удобства платежных карт с защищенностью и функциональностью встроенного чипа. Карта Visa Cash позволяет легко и быстро оплачивать мелкие расходы, поэтому в основном может использоваться для покупки недорогих предметов, таких, как газеты, билеты в кино, для оплаты непродолжительных телефонных переговоров и т. д.
Карта Visa Cash может быть либо пополняемой, либо одноразовой. Решение об этом принимается банком-эмитентом, выдающим карту, и согласовывается с клиентом.

## История
В начале октября 1995 года Visa начала испытания системы, поставленная задача предусматривала участие 5 тысяч магазинов розничной торговли и продажу 2 млн карт. На тот момент это было крупнейшее из когда-либо проводимых в мире испытаний новых систем расчетов. К середине 1996 года карты принимались в 1500 отделениях пятидесяти компаний розничной торговли, большинство из которых — предприятия быстрого питания и автозаправочные станции. Количество выданных карт не было обнародованно. Выдача осуществлялась тремя крупнейшими банками южной части США — Wachovia Bank, NationsBank и First Union Bank. Предлагались карты двух типов: загружаемые (реализуемые через банки) и одноразовые (реализуемые через торговые автоматы).
Карта Visa Cash может быть пополнена переводом на неё денег с личного банковского счёта («загрузка средств») через сеть специализированных банкоматов при помощи банковской карты данной платёжной системы. Система Visa Cash предполагает осуществление сделки через существующую финансовую сеть Visa, позволяющую оперировать крупными суммами. Visa International совместно с MasterCard International и Europay International, компанией распространяющей MasterCard в Европе, разработали для своих приложений на смарт-картах стандарт EMV (по первым буквам названий трех компаний). Начиная с 1997 года производится замена существующих кредитных карт с магнитной полосой на смарт-карты и таким образом стимулируется глобальное распространение Visa Cash.